# Peter Germain
Peter Germain (sinh ngày 22 tháng 1 năm 1982) là một cầu thủ bóng đá người Haiti, hiện tại thi đấu ở vị trí defensive midfielder cho Baltimore SC.

## Sự nghiệp câu lạc bộ
Germain gắn bó với Baltimore trong suốt sự nghiệp.

## Sự nghiệp quốc tế
Anh có màn ra mắt cho Haiti vào tháng 5 năm 2001 tại trận đấu ở Cúp bóng đá Caribe trước St Kitts. Anh là thành viên của Haiti năm ở Cúp Vàng 2002 2007  và anh thi đấu 1 trận trong vòng loại Giải vô địch bóng đá thế giới năm 2004. Germain là một trong những cầu thủ trụ lại đội tuyển quốc gia lâu năm.

## Danh hiệu
- Cúp bóng đá Caribe (1): 2007